# Galijskie początki
Galijskie początki (fr. Astérix et la rentrée gauloise) – trzydziesty drugi album komiksu o przygodach Gala Asteriksa autorstwa Rene Goscinnego (scenariusz) i Alberta Uderzo (rysunki).
Pierwsze wydanie pochodziło z 1993 r. i składało się z 10 historyjek, publikowanych wcześniej w różnych czasopismach. Drugie wydanie (z 2003 r.) nie zawiera 2 komiksów z 1993 r., dodaje natomiast 5 nowych.
Pierwsze polskie wydanie (w tłumaczeniu Marka Puszczewicza) pochodzi z 2006 r. i jest oparte na wersji z 2003 r.

## Lista komiksów
| Tytuł polski                             | Tytuł francuski                          | Data pierwszej publikacji | Miejsce pierwszej publikacji   |
| ---------------------------------------- | ---------------------------------------- | ------------------------- | ------------------------------ |
| -                                        | Conférence de presse d’Abraracourcix     | 1964                      | Pilote #260                    |
| Galijski początek                        | Rentrée gauloise                         | 1966                      | Pilote #363                    |
| W 35 r. p.C.                             | La Naissance d’Astérix                   | 1994                      | numer specjalny Pilote z 1994  |
| 50 r. P.N.E.                             | En 50 avant J.-C.                        | 1977                      | National Geographic (maj 1977) |
| Czupuriks                                | Chanteclairix                            | 2003                      |                                |
| Pod jemiołą w nowym roku                 | Au gui l’an IX                           | 1967                      | Pilote #424                    |
| Mini Midi Maxi                           | Mini, midi, maxi…                        | 1971                      | Elle nr 1337                   |
| Asteriks, jakiego nigdy nie widzieliście | Astérix tel que vous ne l’avez jamais vu | 1969                      | Pilote #527                    |
| Lutecja olimpijska                       | Lutèce olympique                         | 1986                      | Jours de France nr 1660        |
| Galijska wiosna                          | Le Printemps gaulois                     | 1966                      | Pilote #334                    |
| Maskotka                                 | La Mascotte                              | 1968                      | Super Pocket Pilote nr 1       |
| Latynomania                              | Et cætera, et cætera ou Latinomanie      | 1973                      |                                |
| Obélisc’h                                | Obélisc’h                                | 1963                      | Pilote #172-186                |
| Skąd oni biorą to wszystko?              | Où vont-ils chercher tout ça ?           | 1993                      |                                |
| Narodziny pomysłu                        | Naissance d’une idée                     | 1962                      | Pilote #157                    |